# Lunar Prospector
La missione Lunar Prospector fu la terza dalla NASA creata come parte del Programma Discovery. Con il costo di 62,8 milioni di dollari, la missione di 19 mesi fu progettata per una breve orbita polare analizzando la Luna,  con una mappatura della superficie e dei possibili depositi di ghiaccio polari, con una misurazione del campo magnetico e di gravità, e con lo studio degli eventi lunari. La missione finì il 31 luglio 1999 quando la sonda si schiantò nel cratere Shoemaker presso il polo sud lunare in uno sfortunato tentativo di analizzare la presenza di acqua.
I dati raccolti dalla missione hanno permesso la costruzione di una mappa dettagliata della superficie della luna e hanno aiutato a comprenderne l'origine, l'evoluzione e lo stato attuale. Una serie di articoli sono stati pubblicati sul giornale Science.
Il ricercatore principale della missione era Alan Binder. Il suo resoconto della missione Contro tutte le probabilità (pubblicato nel 2005 da KenPress, ISBN 1-928771-31-9) è una critica alla burocrazia della NASA.

## Navicella e sottosistemi
Il veicolo spaziale era un cilindro di grafite: 1,36 metri di diametro e 1,28 metri di altezza con tre aste di strumenti da 2,5 metri. Una estensione di 1,1 metri alla fine di un'asta trasportava il magnetometro. Il peso totale (con il pieno) era di 296 kg.
La sonda trasportava anche una piccola quantità delle ceneri di Eugene Shoemaker (28 aprile 1928 – 18 luglio 1997), astrogeologo e co-scopritore della cometa Shoemaker-Levy 9, portandoli sulla Luna per una sepoltura spaziale. A oggi, è l'unica persona ad essere stata sepolta, seppure in parte, sulla Luna.